# Ewa Gawrońska
Ewa Gawrońska – polska śpiewaczka operowa (sopran) i pianistka.
Urodzona w Warszawie. Absolwentka Uniwersytetu Muzycznego im. Fr.Chopina w Warszawie (dyplom z wyróżnieniem).
Solistka Warszawskiej Opery Kameralnej, Operetki Warszawskiej, Teatru Wielkiego-Opery Narodowej i Theater St. Gallen.
Koncertowała w wielu krajach Europy i Ameryki Północnej. Dokonała licznych nagrań archiwalnych dla Polskiego Radia i Telewizji oraz ZDF.